# Lathrobiini
Tribu
Synonymes
- Lathrobidae Laporte, 1835 (nom original)
- Lathrobiini Schomann & Solodovnikov, 2016[2]
- Sphaeronia Casey, 1905

Les Lathrobiini sont une tribu de coléoptères de la famille des Staphylinidae et de la sous-famille des Paederinae.

## Sous-tribus
Astenina - 
Echiasterina - 
Lathrobiina - 
Medonina - 
Scopaeina - 
Stilicina - 
Stilicopsina
Sous-tribus incerta sedis:

Bolbophites - 
Diasimognathus - 
Ecitobium - 
Ecitonides - 
Ecitosaurus - 
Ecitotropis - 
Labidophites - 
Leleupirinia - 
Mimophites - 
Monista - 
Synecitonides